# شهرستان پینگشون
شهرستان پینگشون (به لاتین: Pingshun County) یک منطقهٔ مسکونی در چین است که در چانگجی واقع شده‌است.